# 宮本武蔵 (1954年の映画)
『宮本武蔵』（みやもとむさし、英題：Samurai I: Musashi Miyamoto ）は、1954年（昭和29年）9月26日公開の日本映画である。東宝製作・配給。監督は稲垣浩、主演は三船敏郎。イーストマンカラー、スタンダード、94分。
何度も映像化されている吉川英治の長編小説『宮本武蔵』の戦後最初の映画化作品で、『続宮本武蔵 一乗寺の決斗』（1955年）、『宮本武蔵 完結篇 決闘巌流島』（1956年）へと続く3部作の第1作である。また、東宝初のイーストマン・カラー作品でもある。配収は1億6341万円で、1954年度の邦画配収ランキング第7位となった。第28回アカデミー賞では名誉外国語映画賞を受賞した。

## あらすじ
慶長5年（1600年）、美作国宮本村で「悪蔵」と呼ばれる乱暴者の武蔵（たけぞう）は、幼馴染の又八と共に村を抜け出し、雑兵として関ヶ原の戦いに参加した。侍としての出世を夢見る2人だったが、味方は惨敗。武蔵は負傷した又八を連れて、野武士の未亡人であるお甲と娘の朱実が住む屋敷に転がり込む。
野盗の襲撃を一人で防いだ武蔵に惚れ、結婚を迫るお甲。だが、武蔵に相手にされないことに腹を立てたお甲は、又八と娘を連れて京の都へと旅立つ。取り残された武蔵は、又八の母であるお杉に、又八の生存だけでも伝えようと故郷を目指す。だが、途中の関所で暴れたために、関所破りとして追われる身となる。捜索の目をかい潜り、お杉の屋敷にたどり着く武蔵。だが、お杉は一人息子を戦場に連れ出した武蔵を憎み、役人に通報する。
宮本村に陣を張った役人は、武蔵を捕えるため、村人を総動員して山狩りを命じる。寺の沢庵和尚は、武蔵を説得するために、又八の許嫁であるお通を連れて山に入る。お通は、又八の母のお杉から、又八が帰らなくても嫁として家に入れと言い渡されていた。孤児であるお通は、この村にいる限り、形ばかりの嫁として生きなければならない。そんな身の上を嘆きつつ、笛を吹くお通。その笛の音に誘われて、現れる武蔵。
沢庵和尚に諭され、その人徳に感銘を受けた武蔵は、おとなしく捕われて村に戻る。だが沢庵和尚は、村の大木に武蔵を吊るし、何日も放置し続ける。わめきたてる武蔵。ひどすぎると和尚に抗議するお通。実は和尚は、武蔵の首を引き渡せという役人を追い返していたのだが、事情を知らないお通は武蔵を助け、2人で村を出奔してしまう。
お通の裏切りに激怒するお杉。村の名家の誇りにかけて、お通と武蔵を切って捨てると宣言したお杉は、郎党を引き連れ、旅に出る。一方、武蔵とお通の行く末を案じた沢庵和尚は、武蔵を武人として鍛え上げる計画を立て、奇策を巡らす。

## キャスト
- 新免武蔵：三船敏郎
- 沢庵：二代目尾上九朗右衛門
- 本位田又八：三國連太郎

- お通：八千草薫
- お甲：水戸光子
- 朱実：岡田茉莉子

- お杉：三好栄子
- 吉岡清十郎：平田昭彦
- 辻風典馬：阿部九州男
- 青木丹左衛門：小杉義男
- 祇園藤次：加東大介
- 池田輝政：小沢栄
- 年寄：上山草人
- 河原の権六：谷晃
- 年寄：如月寛多
- 造兵：松尾文人、大久保正信
- 木樵：増田正雄
- 野武士：桜井美智夫
- 役人頭：恩田清二郎
- 観世流能楽 猩々：山階信弘

以下はノンクレジット
- 村人：熊谷二郎、瀬良明、堤康久
- 兵卒：佐田豊、加藤茂雄、向井淳一郎
- 野武士：鴨田清、桜井巨郎
- 木戸役人：大友伸
- 役人：草間璋夫、岡豊
- 斬り殺された侍：吉頂寺晃

## スタッフ
- 監督：稲垣浩
- 原作：吉川英治『宮本武蔵』
- 製作：滝村和男
- 劇化：北條秀司
- 脚色：若尾徳平、稲垣浩
- 撮影：安本淳
- 美術監督：伊藤熹朔
- 美術：園真
- 録音：三上長七郎
- 照明：森茂
- 音楽：團伊玖磨
- 助監督：福田純
- 編集：大井英史
- 特殊技術：東宝技術部
- 現像：東洋現像所
- 製作担当者：菅英久

## 作品解説
稲垣監督・三船主演による『宮本武蔵』3部作の第1作である本作は、若く未熟な武蔵（たけぞう）が侍になることを夢見て関ヶ原の戦いに参加するエピソードから、沢庵和尚の導きで武芸者として開眼し、武者修行の旅に出るまでを描いている。宿敵佐々木小次郎はまだ登場していない。
本作は『サムライ』（Samurai I: Musashi Miyamoto）の名で海外公開された。稲垣浩監督によると、「世界中の映画人が夢にまでみたアメリカのオスカー外国映画賞〔ママ〕を『サムライ』がもらったのは、まったく思いもよらぬことだった」といい、「日本の映画賞をもらったことのない私の作品が、アメリカの賞をもらうとは全くわからぬことである」とこのときの驚きをのちに語っている。
なお、稲垣浩は本作より以前の1940年から1942年にかけても、片岡千恵蔵を主演に宮本武蔵シリーズを製作している。
初のイーストマンカラー作品である本作品は、東宝の初カラー作品『花の中の娘たち』の倍の感度であったが、それでも光量は高く、照明助手を務めた高島利雄によれば時代劇である本作品はカツラにブリキの芯が入っているため熱くなりやすく、煙が上がることもあり、三船が熱がるため小休止しながらの撮影であったという。